# Barleria sepalosa
Barleria sepalosa är en akantusväxtart som beskrevs av C. B. Cl.. Barleria sepalosa ingår i släktet Barleria och familjen akantusväxter. Inga underarter finns listade i Catalogue of Life.